# La ragazza del futuro (album)
La ragazza del futuro è il settimo album in studio del cantautore italiano Cesare Cremonini, pubblicato il 25 febbraio 2022 dalla Universal e Virgin Records.

## Descrizione
Il progetto discografico presenta quattordici brani, scritti e prodotti dallo stesso Cremonini con Alessandro Magnani e Alessandro De Crescenzo. L'album vede anche le collaborazioni di Tropico, Davide Rossi, Steve Jordan e Niki Ingman. Cremonini ha raccontato in una conferenza stampa:

## Promozione
L'album è stato anticipato dai singoli Colibrì e la title track La ragazza del futuro eseguita dal vivo nella serata in cui il cantautore è stato ospite al Festival di Sanremo 2022.

## Accoglienza
| Recensione | Giudizio |
| ---------- | -------- |
| Newsic     | 7,25/10  |
| Ondarock   | 6/10     |
| Rockit     | Positivo |
| Rockol     | 8,5/10   |

Giulia Cavaliere di Rolling Stone Italia scrive che «Cremonini sembra cercare una dimensione nuova per il sé cantautore, in grado proprio di staccarsi dall'io, dalla questione unicamente privata, per assurgersi a un noi, a una dimensione collettiva della canzone, che lui stesso non esita a definire civica» realizzando «un disco che ragiona sul senso di responsabilità del singolo nel destino comune delle cose, fino a tentare di uscire pure da sé stesso per progettualizzarsi in qualcosa che vorrebbe essere più grande». Cavaliere ritrova che la canzoni siano state realizzate «per stringerle, farle sentire abbracciate nella dimensione album, [...] che cerca di rifuggire il pensiero della playlist». La rivista ha successivamente inserito l'album alla 19ª posizione nella lista deli 25 migliori album italiani del 2022.
Vittoria Filippi Gabardi di Vogue Italia riporta che «La ragazza del futuro è un album che attraversa un diluvio di tempo e molte delicatezze: la morte del padre, la pandemia e riflessioni profonde sul proprio percorso personale. Ha istinto e cuore, entusiasmo a contrappeso del timore, intercetta presenze, orizzonti simbolici, ha una grazia colma di carezze e di poesia». Giulio Poglio, recensendo l'album per Panorama, scrive che «l'intero album è figlio della canzone che da titolo al disco, il primo passo per mettere insieme che sono pop nella migliore accezione del termine, poesia e uno sguardo verso il domani». Poglio rimane piacevolmente colpito dai quattro brani interamente strumentali, definendoli «collante tra la le altre dieci canzoni».
Massimo Longoni di TGcom24 lo definisce «un disco maturo, denso, ricco di stratificazioni e di influenze, in cui Cremonini, in un evidente percorso di evoluzione artistica, fonde il cantautorato di Lucio Dalla con l'epica dei Queen». Rita Vecchio per Leggo rimane affascinata dal carattere «artigianale» del progetto in cui si spazia «tra influenze metropolitane, cantautorali e suoni elettronici». Ernesto Assante de La Repubblica inserisce il progetto tra i migliori del 2022, definendolo un progetto capace di esprimersi con «leggerezza e profondità», attraverso «racconti musicalmente preziosi e ritornelli memorabili».

### Riconoscimenti di fine anno
- 1º — Panorama[20]
- 8º — L'Essenziale[21]
- 12º — All Music Italia[22]
- 16º — AGI[23]
- 19º — Rolling Stone Italia[14]

## Tracce
Testi e musiche di Cesare Cremonini e Davide Petrella, eccetto dove indicato.
1. Intro – 1:25 (musica: Cesare Cremonini e Davide Rossi)
2. La ragazza del futuro – 4:49 (musica: Cesare Cremonini, Davide Petrella e Alessandro Magnanini)
3. Colibrì – 4:35
4. MoonWalk – 4:45
5. Interlude + – 0:42 (musica: Cesare Cremonini e Davide Rossi)
6. La fine del mondo – 4:57
7. Chimica – 5:42
8. La camicia – 3:56 (Cesare Cremonini)
9. Interlude - – 0:36 (musica: Cesare Cremonini e Davide Rossi)
10. Stand up comedy – 4:57
11. Jeky – 3:12
12. Psyco – 3:46
13. Delfini – 1:01 (musica: Cesare Cremonini e Davide Rossi)
14. Chiamala felicità – 4:23

## Classifiche

### Classifiche settimanali
| Classifica (2022) | Posizione massima |
| ----------------- | ----------------- |
| Italia            | 2                 |
| Svizzera          | 75                |

### Classifiche di fine anno
| Classifica (2022) | Posizione |
| ----------------- | --------- |
| Italia            | 50        |